# Los inmorales
Los inmorales è un film del 1974 diretto da Alfonso Balcázar.